# Komisja Grabskiego
Komisja Grabskiego – komisja wewnątrzpartyjna PZPR, która powstała w kwietniu 1981 r. celem oceny działalności Edwarda Gierka jako I sekretarza PZPR. Przewodniczącym komisji był członek Biura Politycznego KC PZPR Tadeusz Grabski.

## Historia

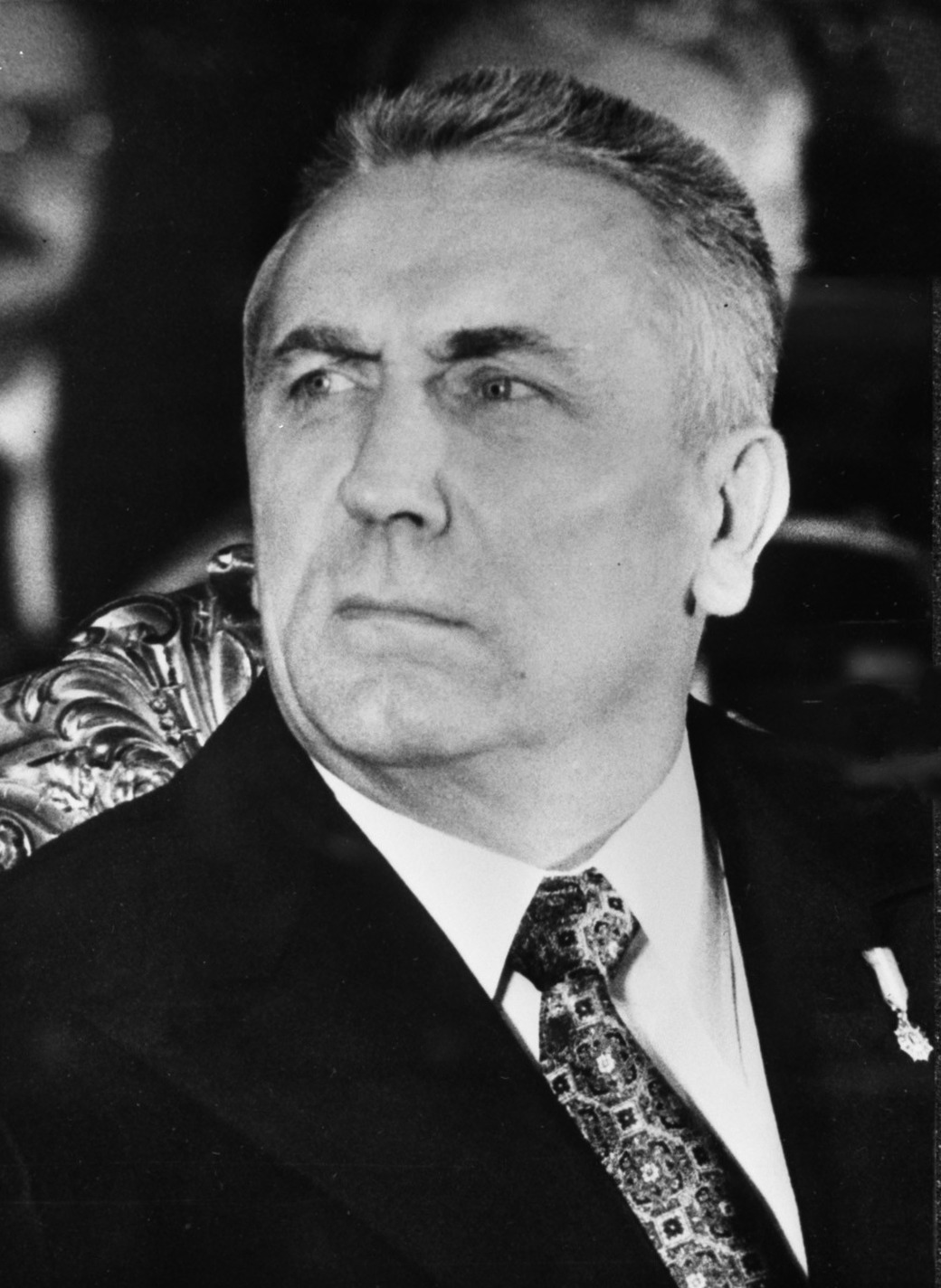
Edward Gierek

Po strajkach z sierpnia 1980 r. Edward Gierek we wrześniu trafił do szpitala, a jego miejsce na stanowisku I sekretarza Komitetu Centralnego PZPR zajął Stanisław Kania. W partii zaczęły się wówczas pojawiać postulaty, by ujawnić i ukarać winnych kryzysu gospodarczego, co niektórzy działacze postanowili wykorzystać do rozliczeń i zdobycia popularności.
Mieczysław Moczar, który od początku lat 70. zajmował stanowisko prezesa NIK, wszczął liczne kontrole w najważniejszych instytucjach. Celem jego działania była zemsta za odsunięcie przez Gierka od wpływów i szybko działacze partyjni zaczęli domagać się ujawnienia wyników tych kontroli, a postawienie zarzutów byłemu przewodniczącemu Komitetu do spraw Radia i Telewizji Maciejowi Szczepańskiemu doprowadziło do powszechnego wzburzenia i żądania dalszych rozliczeń.
Ponieważ w wyniku śledztw prokuratury oraz kontroli NIK ujawniano kolejne nadużycia, 29 kwietnia 1981 X plenum Komitetu Centralnego PZPR powołało wewnątrzpartyjną komisję, potocznie nazywaną komisją Grabskiego, od nazwiska jej przewodniczącego Tadeusza Grabskiego. Oficjalna nazwa komisji to: Komisja dla oceny dotychczasowego przebiegu i przyspieszenia prac w kwestii odpowiedzialności osobistej członków PZPR pełniących funkcje kierownicze. Jej celem miało być ustalenie osobistej odpowiedzialności członków PZPR pełniących funkcje kierownicze i przekonanie społeczeństwa, że to partia, a nie Solidarność, dąży do rozliczeń. Sam Grabski był przedstawiany jako osoba, która miała odwagę przeciwstawić się Gierkowi w grudniu 1978 i publicznie skrytykować jego politykę na XIII Plenum KC PZPR, za co kilka miesięcy później został usunięty ze stanowiska I sekretarza Komitetu Wojewódzkiego PZPR w Koninie. We wrześniu 1980 Grabski awansował i objął stanowisko sekretarza KC PZPR.
Praca komisji była trudna, gdyż część elity władzy z czasów Gierka wciąż pozostawała wówczas u władzy, w tym Stanisław Kania i Wojciech Jaruzelski, a zbyt daleko idące rozliczenia mogły znacznie osłabić ich pozycję w partii. Sam Gierek na posiedzeniach komisji bronił się, że nie może być obwiniany o wszystkie błędy, bo Komitet Centralny PZPR utrudniał mu wdrażanie części działań. Dodatkowo część członków komisji było wieloletnimi członkami centralnych władz partyjnych i elity politycznej w okresie podlegającym ocenie (Józef Baryła, Tadeusz Fiszbach, Jerzy Putrament, Eugeniusz Stawiński, Henryk Szafrański). 
W efekcie prac komisji jej raport był gotowy pod koniec czerwca 1981, w następnym miesiącu został upubliczniony, po czym Gierka usunięto z PZPR. Jednocześnie prokuratura prowadziła śledztwa, które miały udowodnić korupcję na każdym szczeblu władzy, od wicepremierów, ministrów, I sekretarzy wojewódzkich, kierowników wydziałów KW PZPR, wojewodów, prezydentów miast i dyrektorów departamentów, zjednoczeń i przedsiębiorstw państwowych. Po wprowadzeniu stanu wojennego internowano, oprócz opozycjonistów, także ok. 30 byłych prominentów, w tym Gierka.

## Skład Komisji[2]
- 1. Tadeusz Grabski - przewodniczący komisji, członek Biura Politycznego KC PZPR, sekretarz KC
- 2. Adam Bałdys - członek Komitetu Centralnego PZPR, górnik - instruktor strzałowy w Kopalni Węgla Kamiennego "Czerwone Zagłebie" w Sosnowcu
- 3. gen. dyw. dr Józef Baryła - członek KC PZPR, wiceminister obrony narodowej, szef Głównego Zarządu Politycznego Wojska Polskiego
- 4. Ignacy Drabik - członek KC PZPR, starszy mistrz w Zakładach Metalowych "Predom-Mesko" w Skarżysku-Kamiennej
- 5. Tadeusz Fiszbach - zastępca członka Biura Politycznego KC PZPR, I sekretarz Komitetu Wojewódzkiego PZPR w Gdańsku
- 6. Zofia Grzyb - członkini KC PZPR, obuwniczka - brygadzistka produkcji w Radomskich Zakładach Przemysłu Skórzanego "Radoskór"
- 7. Tadeusz Kościowski - członek KC PZPR, wieś Bielany, województwo bialskopodlaskie
- 8. Stanisław Królik - członek KC PZPR, przewodniczący Rolniczej Spółdzielni Produkcyjnej "Nowy Świat" w województwie kaliskim
- 9. Stanisław Opałko - członek KC PZPR, I sekretarz Komitetu Wojewódzkiego PZPR w Tarnowie
- 10. Edward Pustelnik - członek KC PZPR, robotnik Stoczni Remontowej "Gryfia" w Szczecinie
- 11. Jerzy Putrament - członek KC PZPR, pisarz, redaktor naczelny tygodnika Literatura
- 12. Eugeniusz Stawiński - członek Prezydium Centralnej Komisji Rewizyjnej PZPR, b. wieloletni minister
- 13. Henryk Szafrański - członek KC PZPR, członek Rady Państwa
- 14. Andrzej Wasilewski - członek KC PZPR, dyrektor Państwowego Instytutu Wydawniczego w Warszawie
- 15 Zygmunt Wroński - członek Biura Politycznego KC PZPR, rdzeniarz w Zakładach Mechanicznych "Ursus" w Warszawie